# Bep van Klaveren
Bep van Klaveren   (Rotterdam, 26 de setembre de 1907 - Rotterdam, 12 de febrer de 1992) va ser un boxejador neerlandès que va competir entre les dècades de 1920 i 1950.
El 1928 va prendre part en els Jocs Olímpics d'Amsterdam, on guanyà la medalla d'or de la categoria del pes ploma, en guanyar la final a Víctor Peralta.
Com a professional, entre 1929 i 1956, va disputar 110 combats, amb un balanç de 80 victòries, 21 derrotes i 9 combats nuls. El 1931 es proclamà campió d'Eeuropa del pes lleuger i el 1938 del pes mitjà.
El 1935 van Klaveren es va casar amb Margarita Olivera, filla d'un banquer. Van Klaveren fou sentenciat a un any de presó per agredir la seva esposa. Va ser alliberat sota fiança després de tres mesos i va fugir a Rotterdam, deixant enrere totes les seves possessions. Durant la Segona Guerra Mundial van Klaveren va servir a l'estranger amb l'exèrcit holandès. Després es va traslladar a Austràlia amb la seva segona esposa, una infermera australiana. Després va tornar a Rotterdam i es va retirar el 1948, però el 1954 tornà a lluitar. Es va retirar definitivament el 1956 després d'un intent frustrat de guanyar el títol de pes welter europeu.